# What More Can I Give
Singles de Michael Jackson
Butterflies
(2001) One More Chance
(2003)
What More Can I Give, ou Todo Para Ti en version espagnole, est une chanson caritative composée et écrite par Michael Jackson, et enregistrée par un supergroupe de chanteurs à la suite des attentats du 11 septembre 2001. 
En raison de problèmes juridiques, la chanson ne sortit qu'en téléchargement numérique en 2003. Les bénéfices engendrés lors de sa brève période de disponibilité sont allés vers des organismes de bienfaisance pour enfants défavorisés.

## Composition
L'idée de What More Can I Give a germé dans l'esprit de Michael après une rencontre avec le président de l'Afrique du Sud Nelson Mandela dès la fin des années 1990. Il avait envisagé de la chanter en concert lors des MJ & Friends et de la sortir en single au profit des réfugiés lors de la guerre du Kosovo en 1999.
En 2001, en réaction des attentats du 11 septembre, Michael enregistra le titre sur une suggestion de Marc Schaffel, qui fut le producteur de ce projet, dans le but de venir en aide aux victimes de cette tragédie. Une multitude d'artistes fut invité à cette occasion pour enregistrer le morceau. Schaffel convainquit par ailleurs Jackson d'enregistrer une version en espagnol avec des paroles écrites par Rubén Blades. Cette version a été enregistrée par la plupart des artistes de la version anglaise plus quelques autres.

## Liste des artistes
| Artiste             | Figure sur la version anglaise | Figure sur la version espagnole |
| ------------------- | ------------------------------ | ------------------------------- |
| 3LW                 | Oui                            | Non                             |
| Aaron Carter        | Oui                            | Non                             |
| Alejandro Sanz      | Non                            | Oui                             |
| Anastacia           | Oui                            | Oui                             |
| Beyoncé             | Oui                            | Non                             |
| Billy Gilman        | Oui                            | Non                             |
| Brian McKnight      | Oui                            | Oui                             |
| Bryton James        | Oui                            | Non                             |
| Carlos Santana      | Oui                            | Oui                             |
| Celine Dion         | Oui                            | Oui                             |
| Cristian Castro     | Non                            | Oui                             |
| Gloria Estefan      | Oui                            | Oui                             |
| Hanson              | Oui                            | Non                             |
| Jon Secada          | Oui                            | Oui                             |
| Joy Enriquez        | Non                            | Oui                             |
| Juan Gabriel        | Non                            | Oui                             |
| Julio Iglesias      | Non                            | Oui                             |
| Justin Timberlake   | Oui                            | Non                             |
| Laura Pausini       | Non                            | Oui                             |
| Luis Miguel         | Non                            | Oui                             |
| Luther Vandross     | Oui                            | Oui                             |
| Mariah Carey        | Oui                            | Oui                             |
| Michael McCary (en) | Oui                            | Non                             |
| Michael Jackson     | Oui                            | Oui                             |
| Mýa                 | Oui                            | Oui                             |
| *NSYNC              | Oui                            | Oui                             |
| Nick Carter         | Oui                            | Non                             |
| Olga Tañón          | Non                            | Oui                             |
| Reba McEntire       | Oui                            | Non                             |
| Ricky Martin        | Oui                            | Oui                             |
| Rubén Blades        | Non                            | Oui                             |
| Shakira             | Oui                            | Oui                             |
| Shawn Stockman (en) | Oui                            | Non                             |
| Thalía              | Oui                            | Oui                             |
| Tom Petty           | Oui                            | Non                             |
| Usher               | Oui                            | Non                             |
| Ziggy Marley        | Oui                            | Non                             |

## Sortie annulée
What More Can I Give devait être publié en tant que single caritatif dans l'espoir que 10 millions de dollars seraient collectés entre les achats de singles, les téléchargements, les sponsors et les dons, pour aider les survivants et les familles des victimes des attaques terroristes du 11 septembre. 
Le plan, cependant, n'a jamais abouti, et les raisons expliquant cela ont varié suivant les sources et les personnes impliquées. Des problèmes de droits détenus par le producteur et d'entente avec la maison de disques Sony Music ont été évoqués. Un journal a déclaré que la sortie de la chanson avait été abandonnée à cause d'une mesure de rétorsion de Sony Music vis-à-vis de Jackson. 
What More Can I Give a été diffusé pour la première fois à la radio fin 2002. La première diffusion a été faite sans autorisation par la station de radio WKTU-FM à New York. L'année suivante, le 27 octobre 2003, What More Can I Give a été mis à la disposition du public par téléchargement numérique pendant plusieurs jours. Jackson a fait retirer la chanson le 17 novembre 2003, la veille de la perquisition sur sa propriété de Neverland Valley Ranch par les shérifs de Santa Barbara (affaire Arvizo).

## En concert
Le 21 octobre 2001, à l'initiative de Michael Jackson, un groupe d'artistes a donné un concert de charité pour les victimes des attentats intitulé United We Stand: What More Can I Give au Robert F. Kennedy Memorial Stadium à Washington. Le concert fut retransmis sur ABC. Le titre What More Can I Give a été chanté lors de cet évènement.